# Виктор Тишлар
Виктор „Вики” Тишлар (словен. Viktor »Viki« Tišlar; Јесенице, 30. новембар 1941 − Јесенице, 19. септембар 2013) био је југословенски и словеначки хокејаш на леду и хокејашки тренер који је током каријере једнако успешно играо на позицијама и у одбрани и у нападу.
Највећи део играчке каријере провео је у редовима екипе Акрони Јесенице са којом је играјући у Југословенском првенству освојио 12 титула националног првака. У државном првенству је за Јесенице одиграо укупно 302 утакмице и постигао 291 погодак. Проглашаван је за најбољег стрелца првенства у четири наврата (1961, 1964, 1970. и 1972. године). Власник је и два национална рекорда: у утакмици против екипе Сегесте одиграној 1959. постигао је чак 11 погодака у победи свог тима од 46:1, а на утакмици против љубљанске Олимпије успео је да тадашњем голману љубљанчана Тонету Галету постигне 3 гола у свега девет секунди.
Године 1966. одлази из Југославије и потписује уговор са немачким Ајнтрахтом из Франкфурта где је по први пут заиграо на позицијама одбрамбеног играча. Потом је на кратко каријеру наставио у Јужноафричкој Републици одакле је отишао за Сједињене Државе где је потписао уговор са НХЛ лигашем Лос Анђелес кингсима. У Америци је пак одиграо једну сезону у развојној лиги за АХЛ филијају Кингса − Спрингфилд кингсе. Заједно са Албином Фелцом одиграо је једну пријатељску утакмицу за екипу Сент Луис блуза. По повратку у домовину поново је заиграо за матични клуб из Јесеница, а једно краће време играо је и у италијанској лиги.
Био је стандардни члан сениорске репрезентације Југославије за коју је играо пуних 16 година, од 1961. до 1977. године. У том периоду наступио је на 13 светских првенстава и на три олимпијска турнира — ЗОИ 1964. у Инзбруку, ЗОИ 1968. у Греноблу и на ЗОИ 1972. у Сапороу. На званичним утакмицама за репрезентацију је одиграо укупно 175 утакмица уз учинак од 81 гола и 59 асистенција.
По окончању играчке каријере радио је као тренер екипе Јесенице млади.